# Alice Freeman Palmer
Pour les articles homonymes, voir Palmer (patronyme).
Alice Freeman Palmer, née Alice Elvira Freeman ; née le 21 février 1855 et morte le 6 décembre 1902, est une universitaire américaine. Elle est présidente du Wellesley College de 1881 à 1887, et doyenne des étudiantes à l'université de Chicago de 1892 à 1895.
Elle est cofondatrice et présidente de l'Association of Collegiate Alumnae.

## Biographie
Alice Elvira Freeman naît en 1855 à Colesville, dans l'État de New York, fille aînée des quatre enfants d'Elizabeth Josephine Higley et de James Warren Freeman,,,. Son père est fermier, puis fait des études de médecine et s'installe comme médecin à Windsor. Alice fait ses études secondaires à l'école de Windsor de 1865 à 1872 et obtient son diplôme en 1872.
En 1870, l'université du Michigan accepte d'inscrire des femmes et elle présente l'examen d'entrée en juin 1872. Elle n'est pas acceptée mais est autorisée à représenter l'examen en septembre et elle est reçue,. Elle trouve un emploi d'enseignante dans une école d'Ottawa dans l'Illinois, qui lui permet d'être indépendante financièrement,.
Après son diplôme, elle enseigne dans un pensionnat privé de Geneva, dans le Wisconsin, et revient à l'université pour préparer un master d'histoire,. En 1877, elle est principale d'une école d'East Saginaw, dans le Michigan.
Elle est nommée professeure d'histoire au Wellesley College en juin 1879,, puis, en octobre 1881, elle est nommée présidente par intérim du collège. Lorsque Henry Fowle Durant meurt en 1881, elle est nommée présidente du collège, où elle succède à Ada Howard,,. Sous sa présidence, l'école évolue et devient une institution reconnue, qui prodigue des enseignements de qualité sur le plan académique. Elle améliore le programme d'études, recrute des professeurs qualifiés et relève les normes d'admission à l'école. Elle met en place un système de maisons pour les étudiantes,,. Palmer est cofondatrice de l'Association of Collegiate Alumnae, en 1881, qui est devenue plus tard l'American Association of University Women,. Elle en est la présidente de 1885 à 1887 et de nouveau de 1889 à 1890.
Elle démissionne de Wellesley en juin 1887 pour des raisons de santé,. Elle épouse en décembre 1887 George Herbert Palmer (en), professeur à l'université Harvard. De 1887 à 1889, Palmer donne des conférences sur l'enseignement supérieur pour les femmes. Elle est membre du Massachusetts Board of Education de 1889 à 1902. En 1893, elle aide à la mise en place de la maison des femmes à l'exposition universelle de Chicago.
En 1892, elle est nommée doyenne des étudiantes à l'université de Chicago,,,,. Elle doit être sur place pendant un tiers de l'année universitaire. Le but de son activité est d'aider les étudiantes à planifier leur carrière scolaire et à faciliter des relations entre l'université et ses étudiantes. Pendant son mandat de doyenne du département des femmes, le pourcentage d'étudiantes passe de 24 % à 48 %. Elle démissionne en 1895.
En décembre 1902, alors que les Palmer sont à Paris en congé sabbatique, elle se plaint de douleurs qui nécessitent une intervention chirurgicale pour enlever une occlusion intestinale. Pendant sa convalescence, Alice Palmer meurt d'une crise cardiaque. Une service commémoratif se déroule à l'université Harvard en 1903. Un monument funéraire du sculpteur Daniel Chester French est  érigé dans la chapelle Houghton du Wellesley College, qui contient ses cendres et celles de son mari, mort en 1933.

## Galerie

Alice Palmer
Alice Palmer (c.1860).
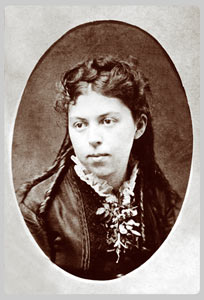
Alice Palmer (1876).
Buste d'Alice Palmer (1920).
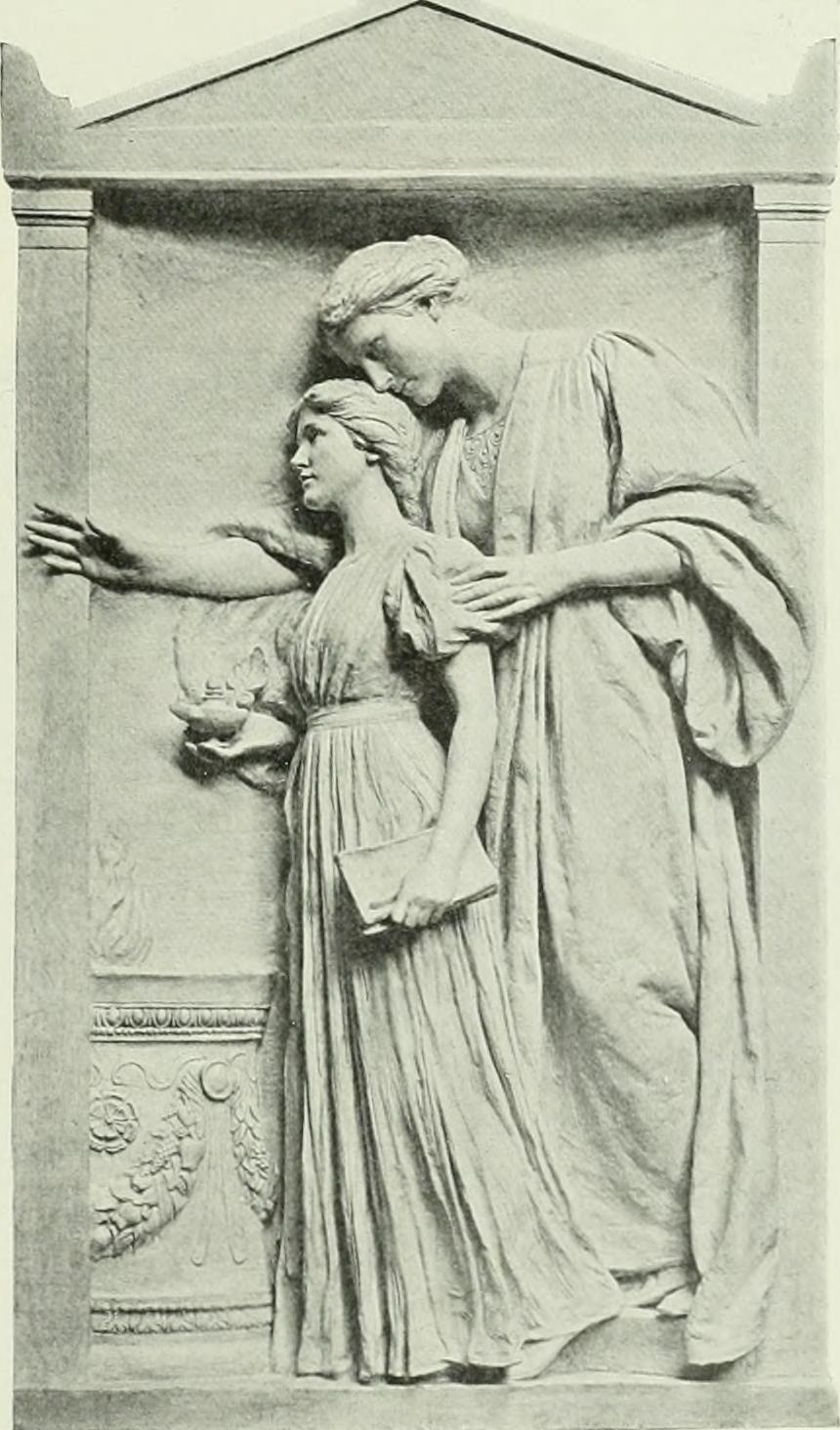
Mémorial à Wellesley College.
Bâtiment Alice Palmer, Palmer Memorial Institute, construit en 1922.

## Distinctions et postérité
Alice Palmer reçoit des doctorats honoris causa de l'université du Michigan (1882), de l'université de Columbia (1887), de l'Union College et de l'université du Wisconsin (1895).
Le Palmer Memorial Institute créé à Sedalia, en Caroline du Nord en 1902 pour les étudiantes afro-américains par Charlotte Hawkins Brown, porte son nom.
En 1908, l'AAUW crée une bourse d'études à sa mémoire.
En 1920, Alice Freeman Palmer est élue au Hall of Fame for Great Americans.
Le Liberty ship SS Alice F. Palmer est nommée en son honneur durant la Seconde Guerre mondiale.